# StarCraft: Brood War
Brood War er den første officielle udvidelse til StarCraft, begge udgivet i 1998 og udviklet af Blizzard Entertainment. Med Brood War blev historien tre episoder rigere, og spillet i sig selv blev mere rigt på enheder, bygninger, mm.

## Tilføjelserne
Først og fremmest er der tilføjet tre nye kampagner til historien (episode 4-6). Dertil er der indført nogle nye enheder:
- Zerg Lurker
- Zerg Devourer
- Terran Valkyrie
- Terran Medic
- Protoss Corsair
- Protoss Dark Templar
- Protoss Dark Archon

Zergs hydralisks kan mutere sig om til lurkere. De har ingen effektivitet når de ikke er gravet ned, men når de er, bliver de i stand til at sende en stime af pigge mod fjendtlige bygninger og enheder. Devoureren kommer af zerg mutalisks, og modsvarer guardians ved kun at kunne angribe luftenheder.
Ligesom Devoureren kan Valkyrie kun angribe fjendtlige luftenheder. Deres skud kan ramme mere end én enhed. Terran Medic kan "heale" beskadigede mænd.
Protoss Corsair er ligesom Valkyrie og Devoureren kun i stand til at angribe luftenheder. Dark Templar er en usynlig enhed, der angriber melee. Dark Archon er en protoss-mutering, der bl.a. kan kontrollere andre enheder med deres stærke telepatiske kræfter.

## Landskaber
De tilførte landskaber omfatter ørken- og snelandskaber, samt et ikke-virkeligt "Twillight"-landskab.
| computerspil | Spire Denne computerspilsrelaterede artikel er en spire som bør udbygges. Du er velkommen til at hjælpe Wikipedia ved at udvide den. |